# Strongylophthalmyia pallipes
Strongylophthalmyia pallipes är en tvåvingeart som först beskrevs av de Meijere 1914.  Strongylophthalmyia pallipes ingår i släktet Strongylophthalmyia och familjen långbensflugor. Inga underarter finns listade i Catalogue of Life.